# ژاک لاپوست
ژاک لاپوست (انگلیسی: Jacques Laposte؛ زادهٔ ۲۴ مارس ۱۹۵۲) بازیکن فوتبال اهل فرانسه است.
از باشگاه‌هایی که در آن بازی کرده‌است می‌توان به باشگاه فوتبال پاری سن ژرمن اشاره کرد.
وی همچنین در تیم‌های ملی فوتبال زیر ۲۱ سال فرانسه و سیزم بازی کرده‌است.